# 40994 Текарідаке
40994 Текаріда́ке (40994 Tekaridake) — астероїд головного поясу, відкритий 20 жовтня 1999 року.
Тіссеранів параметр щодо Юпітера — 3,316.
Названо на честь гори Текарідаке (яп. てかりだけ(光岳) текарідаке).